# Enden på legen
|  | Denne artikel er oprettet af botten PalnaBot ud fra en ekstern database. Den kan derfor have sproglige fejl eller mangler. Denne skabelon kan fjernes efter kontrol af indholdet. |

Enden på legen er en film instrueret af Theodor Christensen efter eget manuskript.

## Handling
I 1960 var debatten om professionel idræt (specielt fodbold) varm i Danmark. "Sporten trues af opløsning, moralsk og menneskeligt", siges det i denne film, som havde forfatteren, journalisten og topidrætsmanden Knud Lundberg som sagkyndig og dansk dokumentarfilms bannerfører Theodor Christensen som instruktør. Filmens debat er for længst historie, men dens form vidner om en tid, hvor dokumentarfilmen, før tv overtog denne rolle, satte dagsordenen med velformulerede filmiske indlæg direkte henvendt til tilskueren. Det er i orden, at kamphormonet, som det udtrykkes, skal tilfredsstilles, men det skal ske på en positiv måde. En sund sjæl i et sundt legeme.